# Buljong (film)
Buljong är en svensk film från 1995 med regi av och manus av Carl Johan De Geer. I rollerna ses bland andra De Geer själv, Marianne Lindberg De Geer och Gert Fylking.

## Om filmen
Filmen spelades in med Freddy Olsson som producent och Carl Johan De Geer, Anders Nilsson, Ulf Mattmar och Micke Wallin som fotografer. Filmen premiärvisades den 10 mars 1995 på biografen Zita i Stockholm.
Filmen fick ett övervägande negativt mottagande i pressen.

## Handling
En författare tänker skriva en roman om 1900-talet och ställer sig då frågan om buljong (i bemärkelsen koncentrat) är ett adekvat ordval för att beskriva seklet. Huvudpersonen i romanen är en man som är besatt av att ta bilder och för att kunna konservera dessa beger han sig till polartrakterna för att med hjälp av kylan där kunna bevara sina alster.
År 3065 hittar en expedition mannen och hans bilder och försöker utifrån bildcollaget att tolka 1900-talet. Slutsatsen blir att 1900-talet var ett århundrade präglat av rituella ceremonier och skräck, då ångest är det gemensamma uttrycket i samtliga bilder.

## Rollista
- Carl Johan De Geer
- Marianne Lindberg De Geer
- Gert Fylking
- Regina Lund
- Iwa Boman
- Raphael Wolfert
- Håkan Alexandersson
- Ulf Åkerhjelm	– musiker
- Mats G. Bengtsson	– musiker
- Kjell Westling – musiker
- Anders Nilsson – musiker
- Ulf Mattmar – polarforskare
- Rebecca Afzelius – dotter 1
- Nina De Geer – dotter 2
- Håkan Jaensson – kulturredaktör
- Anders Paulrud – kulturredaktör
- Sven Blomberg	– restauranggäst
- Tord Lund – restauranggäst
- Anders Petersen – restauranggäst
- Mats Petersson – restauranggäst
- Anne-Marie Özkök – restauranggäst
- Lütfi Özkök – restauranggäst
- Ernst De Geer	– konstnären som barn
- Ernst Billgren – målare på fabrik